# Kawakawa River
Der Kawakawa River ist ein Fluss im Far North District in der Region Northland auf der Nordinsel von Neuseeland.

## Geographie
Der Kawakawa River entsteht durch den Zusammenfluss vom Otiria Stream und dem Waiharakeke Stream nordnordwestlich des Stadtzentrums der Kleinstadt Kawakawa. Von dort aus fließt der Fluss in ein paar Windungen in östliche Richtung, bis er geprägt von dem Waikare Inlet nach insgesamt 11,5 km seinen typischen Flusscharakter verliert und auf einer Breite von rund 470 m in eine Art Meeresarm übergeht. Der Zugang zum Pazifischen Ozean erfolgt über den Veronica Channel und der anschließenden Bay of Islands.
Über seine Zuflüsse entwässert der Kawakawa River eine Fläche von 820 km². Die nördliche Grenze des Einzugsgebietes liegt zwischen Opua und Moerewa. Im Süden wird das Wassereinzugsgebiets durch eine niedrige Hügelkette vom Hikurangi Swamp einer Sumpflandschaft getrennt.
Einziger Nebenfluss des Kawakawa River stellt der Karetu River dar, der rund 4 km vor der Mündung des Kawakawa River in das Waikare Inlet als rechter Nebenfluss hinzustößt.